# ماونت ستيوارت
ماونت ستيوارت Mount Stewart بيت وحديقة من القرن الثامن عشر، وهما ضمن الممتلكات الوطنية. تقع على الشاطئ الشرقي لسترانغفورد لاو. كان البيت ملكا لعائلة فان تيمبست ستيوارت، ماركيزات لندنديري. يعكس البيت ومحتوياته تاريخ عائلة فان تيمبست لندنديري، التي لعبت دورا قياديا في المجتمع والحياة السياسية البريطانية.